# صفر (فیلم ۱۹۲۸)
«صفر» (انگلیسی: Zero (1928 film)) یک فیلم است که در سال ۱۹۲۸ منتشر شد. از بازیگران آن می‌توان به فای کامپتون اشاره کرد.